# Кукурудзяні острови
Кукуру́дзяні острови́ — група нікарагуанських островів, що розташовані за 70 км на схід від карибського узбережжя країни і формують один з 12 муніципалітетів у складі Автономного Регіону Південної Атлантики. Назва муніципалітету — Corn Island (англ. Острів Кукурудзи) — офіційно подається англійською, незважаючи на те, що Нікарагуа — іспаномовна країна.

## Історія
У 1655—1860 роках острови були під протекторатом Британської імперії.
Після того, як Нікарагуа було окуповано США, 1914 року за угодою Браяна — Чаморро обидва острови було орендовано Сполученими Штатами строком на 99 років. За умовами угоди архіпелаг ставав невід'ємною частиною США, проте останні не підтримували тут свою присутність. Цю міжурядову угоду було денонсовано 14 липня 1970 президентом Нікарагуа Анастасіо Сомосою (перший термін).

## Географія
Архіпелаг складається з двох невеличких островів: Великого (ісп. Isla Grande del Maíz чи просто Isla del Maíz (англ. Corn Island)) та Малого (ісп. Isla Pequeña del Maíz) Кукурудзяного. Площа більшого дорівнює приблизно 10 км², меншого — 2,9 км².

## Сполучення
На Великому Кукурудзяному острові працює міжнародний аеропорт Корн-Айленд, здатний приймати середні авіалайнери. Також острови сполучаються між собою та материком пасажирськими катерами.
| Нікарагуа | Це незавершена стаття з географії Нікарагуа. Ви можете допомогти проєкту, виправивши або дописавши її. |